# 荒川長實
荒川長實，生卒年不詳，是日本戰國時代的武將。亦稱為荒川伊豆守。

## 生平
上杉謙信的家臣，為越後十七將之一的猛將。面貌頗似謙信，而被任命為影武者，以替身身分出陣過很多次。
永祿四年（1561年）的第四次川中島之戰時他擔任旗本先陣，並傳說他曾單騎殺入武田軍本陣（上杉家御年譜記載）。